# Diocesi di Tiatira

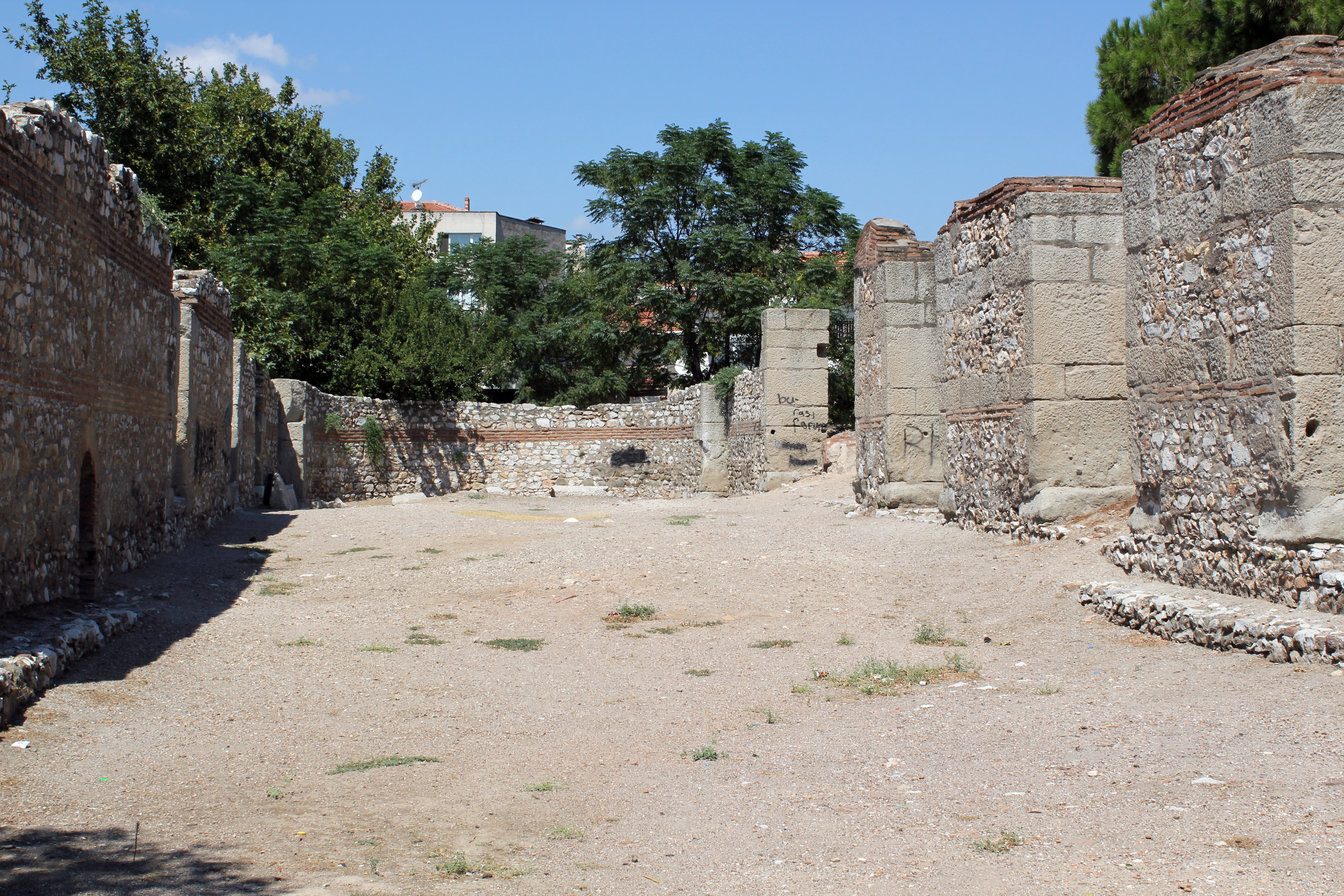
Resti della basilica di Tiatira.

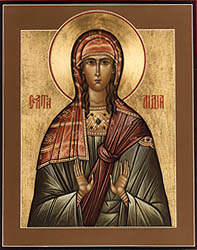
Santa Lidia di Tiatira.

La diocesi di Tiatira (in latino Dioecesis Thyatirensis) è una sede soppressa del patriarcato di Costantinopoli e una sede titolare della Chiesa cattolica.

## Storia
Tiatira, identificabile con Akhisar in Turchia, è un'antica sede episcopale della provincia romana della Lidia nella diocesi civile di Asia. Faceva parte del patriarcato di Costantinopoli ed era suffraganea dell'arcidiocesi di Sardi.
Tiatira fu sede di un'antica comunità cristiana, le cui origini risalgono agli albori del cristianesimo. Infatti nel libro degli Atti degli Apostoli si accenna alla conversione di una donna di Tiatira, Lidia, commerciante di porpora (16,14-15). La comunità cristiana di Tiatira fu poi oggetto delle critiche dell'apostolo Giovanni, che la menziona fra le Sette Chiese dell'Asia a cui si indirizza nel libro dell'Apocalisse (2,18-29).
Nel Martirologio romano, alla data del 13 aprile, è menzionato il vescovo Carpo, che subì il martirio a Pergamo assieme ad altri compagni sotto gli imperatori Marco Aurelio e Commodo: « A Pérgamo, in Asia, nella persecuzione di Marco Antonino Vero e Lucio Aurelio Commodo, il natale dei santi martiri Carpo vescovo di Tiatira, Papilio diacono, Agatonica sorella del medesimo Papilio, ottima donna, e Agatodoro, loro servo, e molti altri. Tutti costoro, dopo vari tormenti, per la confessione della fede furono coronati col martirio. »
Oltre a Carpo, sono cinque i vescovi documentati di Tiatira. Seras, che Le Quien chiama Sozone, prese parte al primo concilio ecumenico celebrato a Nicea nel 325. Fosco sottoscrisse in due occasioni gli atti del concilio di Efeso del 431; tuttavia il suo nome non appare mai nelle liste di presenza di questo concilio, cosa che rende dubbia la sua reale partecipazione all'assise ecumenica. Diamonio sottoscrisse nel 458 la lettera dei vescovi della Lidia all'imperatore Leone dopo la morte del patriarca Proterio di Alessandria. Al secondo concilio di Nicea del 787 la diocesi fu rappresentata dal sacerdote Isoes che sottoscrisse gli atti conciliari; o il vescovo era assente per motivi a noi sconosciuti, oppure la sede era vacante. Basilio partecipò al concilio di Costantinopoli dell'879-880 che riabilitò il patriarca Fozio. Un sigillo vescovile, databile all'XI secolo, ha restitutio il nome del vescovo Leone.
La diocesi è documentata nelle Notitiae Episcopatuum del patriarcato di Costantinopoli fino al XII secolo.
Dal XVIII secolo Tiatira è annoverata tra le sedi vescovili titolari della Chiesa cattolica; la sede è vacante dal 28 ottobre 1991.

## Cronotassi

### Vescovi greci
- San Carpo † (II secolo)
- Seras † (menzionato nel 325)
- Fosco † (menzionato nel 431)
- Diamonio † (menzionato nel 458)
- Anonimo ? † (menzionato nel 787)
- Basilio † (menzionato nell'879)
- Leone † (prima metà dell'XI secolo)

### Vescovi titolari
- Pantaleon Bruns, O.S.B. † (20 gennaio 1721 - 15 dicembre 1727 deceduto)
- Stephanus Ladislaus Luzenszky † (7 settembre 1729 - prima del 3 novembre 1734 deceduto)
- Bartolomeo Gradenigo † (24 agosto 1734 - 13 marzo 1762 succeduto arcivescovo di Udine)
- Thomas Johann Kaspar von Thun und Hohenstein † (16 dicembre 1776 - 18 dicembre 1795 confermato vescovo di Passavia)
- James Louis O'Donel, O.F.M.Obs. † (5 gennaio 1796 - 1º aprile 1811 deceduto)
- Francesco Saverio Gargiulo † (22 giugno 1843 - circa 1855 deceduto)
- Giuseppe del Prete Belmonte † (28 settembre 1855 - 10 ottobre 1888 deceduto)
- Charles Menzies Gordon, S.I. † (28 maggio 1889 - 16 novembre 1911 deceduto)
- Peter Joseph Lausberg † (1º maggio 1914 - 30 settembre 1922 deceduto)
- Kazimieras Mikalojus Michalkiewicz † (12 gennaio 1923 - 16 febbraio 1940 deceduto)
- Heinrich Metzroth † (12 maggio 1941 - 19 gennaio 1951 deceduto)
- Imre Szabó † (11 marzo 1951 - 21 maggio 1976 deceduto)
- Thomas Victor Dolinay † (28 giugno 1976 - 3 dicembre 1981 nominato eparca di Van Nuys)
- Myron Michael Daciuk, O.S.B.M. † (24 giugno 1982 - 28 ottobre 1991 nominato eparca di Edmonton)